# If (gruppo musicale)
Gli If sono stati un gruppo musicale britannico, in attività dal 1969 al 1975.

## Storia del gruppo
La formazione nacque nel 1969, composta da strumentisti di prim’ordine considerati da un sondaggio del Melody Maker fra i migliori musicisti jazz britannici. L’impulso per lo sviluppo dei gruppi che sposavano jazz e rock proveniva dagli Stati Uniti, dove un paio di anni prima avevano fatto la loro comparsa due formazioni pilota, i Blood, Sweat & Tears e i Chicago Transit Authority, che avevano in organico strumentazioni classiche del rock affiancate a sezioni di fiati. Originariamente, la maggioranza dei membri dei futuri If appartenevano a circuiti jazz della capitale inglese, e uno dei due fondatori, il sassofonista Dick Morrissey, inizialmente clarinettista autodidatta poi passato al sassofono, poco più che ventenne era stato nei primi anni sessanta il leader di un quartetto in cui militavano anche Harry South al piano, Phil Bates al basso e Phil Seamen alla batteria.

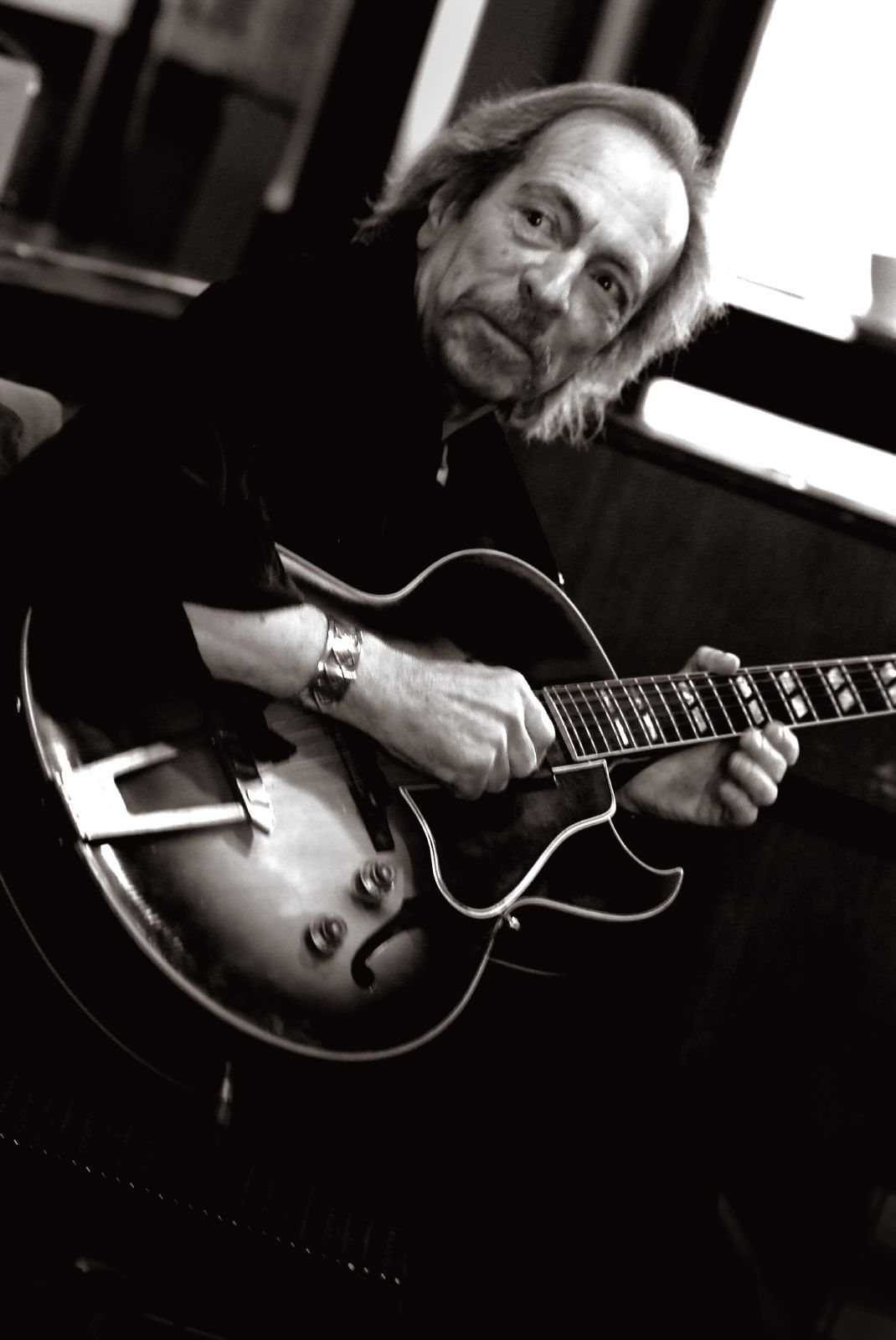
Terry Smith

Per fondare il gruppo, Morrissey, sax tenore, sax soprano e flauto, e il chitarrista Terry Smith reclutarono un altro sassofonista, Dave Quincy – tutti e tre avevano fatto parte di un'orchestra jazz di dieci elementi chiamata J.J. Jackson's Greatest Little Soul Band In The Land. Completata la sezione jazz, ingaggiarono John Mealing alle tastiere, Jim Richardson al basso e Dennis Elliott alle percussioni, appena diciannovenne ma con importanti esperienze alle spalle. La formazione fu completata con l’arruolamento del vocalist John Hodkinson. Dopo la pubblicazione del primo album, gli If alternarono concerti in solitaria, esibizioni in patria a supporto di altri gruppi come gli Yes e i Traffic, trasferte negli USA dove debuttarono al Whisky a Go Go di Hollywood e successivamente suonarono a Chicago e New York come banda di spalla ad artisti di rango quali Muddy Waters, Laura Nyro, Grand Funk Railroad, Miles Davis, Ten Years After, Willie Dixon, Rod Stewart e i Black Sabbath.
Dal 1970 al 1972 gli If pubblicarono cinque album di assai buona levatura ma che non ebbero il riscontro aspettato; la stanchezza dovuta alle frequenti tournée, i modesti introiti economici a fronte delle spese e il mancato riconoscimento musicale provocarono demotivazione che sfociò lentamente nello scioglimento della formazione originaria, con vorticosi cambi di line up e infine nella prosecuzione individuale delle carriere, con una sporadica riunione nel marzo del 1997.

## Stile musicale
Gli If seguirono il solco tracciato dai Blood, Sweat & Tears e dai Chicago, formazioni statunitensi che avevano raggiunto una vasta popolarità attraverso uno stile che fondeva stilemi jazz ed elementi rock. Tecnicamente, a differenza dei due gruppi americani, la sezione dei fiati degli IF non possedeva ottoni ma si affidava ai sassofoni di Morrissey e di Quincy. Inoltre, la scena musicale inglese permetteva più facilmente che le loro sonorità jazz rock fossero catalogate come rock progressivo, anche se l’amalgama sonoro delle loro esecuzioni non possedeva quella ricchezza di ingredienti che caratterizzava altri gruppi. L’originalità del sound era dovuta in buona parte al timbro di impronta blues del vocalist John Hodkinson, che alcuni paragonavano a quello di Steve Winwood, e allo stile del chitarrista Terry Smith, che combinava il linguaggio tipicamente rock con le linee strumentali jazz di Wes Montgomery e di Django Reinhardt.

## Discografia
- 1970 - If
- 1970 - If2
- 1971 - If3
- 1972 - If4
- 1972 - Waterfall
- 1973 - Double Diamond
- 1973 - This Is If
- 1974 - Not Another Bunch of Pretty Faces
- 1975 - Goldrock[4]